# Zuid-Brabant
Zuid-Brabant was een Nederlandse provincie van 1815 tot 1830. De hoofdstad was Brussel.
Het grondgebied van de provincie kwam grotendeels overeen met het zuidelijke deel van het hertogdom Brabant, een van de Zeventien Provinciën, dat samen met de andere Oostenrijkse Nederlanden en het prinsbisdom Luik in 1815 werd samengevoegd met de Noordelijke Nederlanden tot het Verenigd Koninkrijk der Nederlanden. Het voormalige generaliteitsland Brabant werd omgedoopt tot de provincie Noord-Brabant, het Dijledepartement werd de provincie Zuid-Brabant.
Nadat in 1830 de Zuidelijke Nederlanden zich hadden afgescheiden en het zelfstandige België gevormd, werd Zuid-Brabant bij de afkondiging van de nieuwe grondwet op 7 februari 1831 hernoemd tot de provincie Brabant. Als gevolg van de federalisering van België werd in 1995 deze provincie verder in drie delen gesplitst.

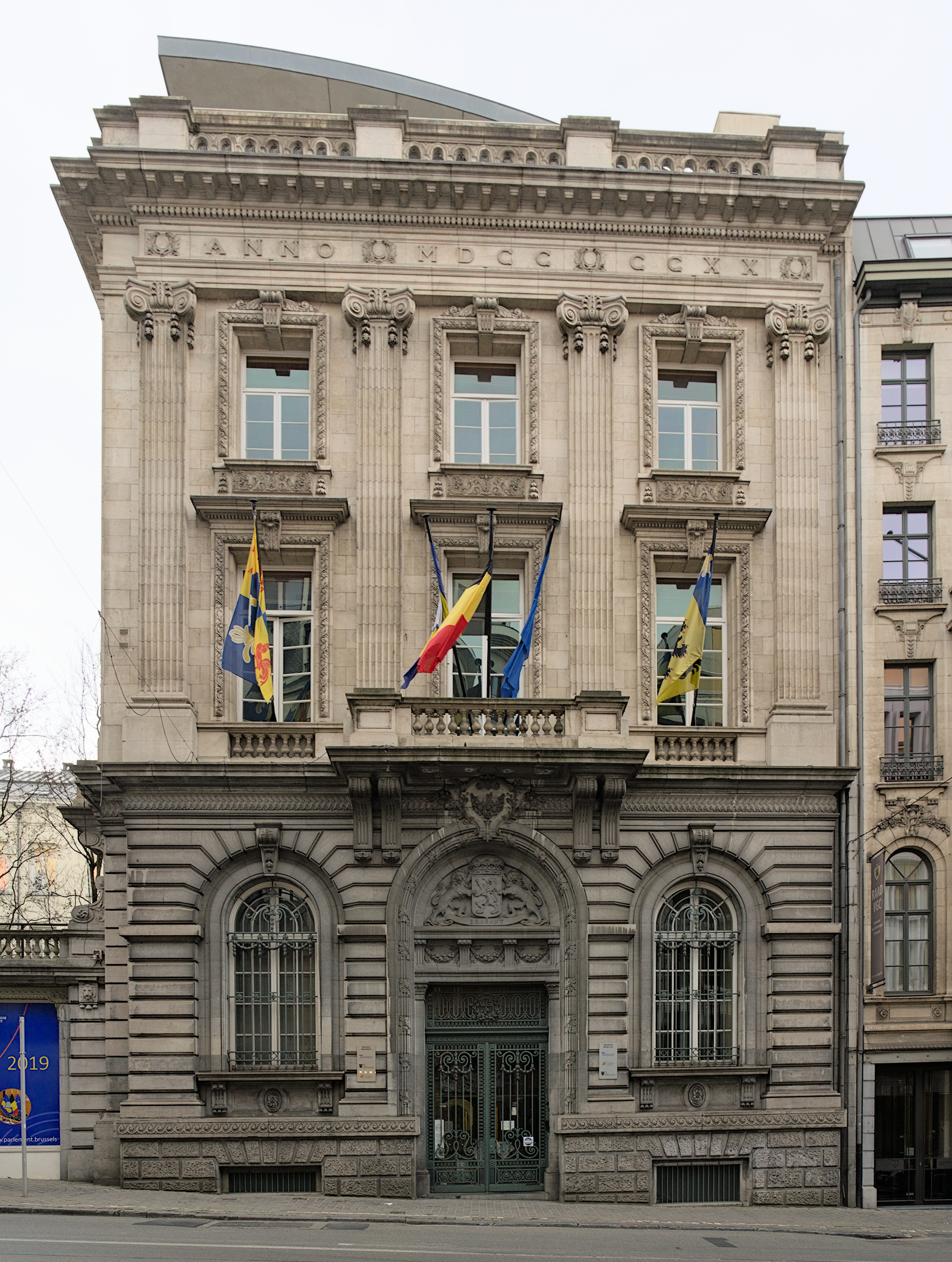
Het Hôtel de Limminghe in Brussel, zetel van het provinciebestuur

Het provinciebestuur zetelde in het Hôtel de Limminghe te Brussel vanaf 1823.

## Provinciaal gouverneur
- 1815-1818: François de Mercy-Argenteau
- 1818-1823: Philippe d'Arschot Schoonhoven
- 1823-1825: Leonard du Bus de Gisignies
- 1825-1828: Philippe Huysman d'Annecroix (ad interim)[2]
- 1828-1830: Hyacinthe van der Fosse